# Великий державний міністр
Вели́кий держа́вний міні́стр (яп. 【太政大臣】, だいじょうだいじん, дайджьо дайджін) — посада голови Імператорського уряду Японії у VII — XIX століттях, найвища посада головного державного відомства — Управління Великої політики. У західній історіографії често перекладається як «Міністр Великої політики», «Головний міністр», «Прем'єр-міністр».

## Опис
Посада  була встановлена у 671 році в зв'язку з побудовою в Японії «правої держави» китайського зразка. Першим її обіймав принц Отомо, майбутній Імператор Кобун. Згідно з Кодексом Тайхо 701 року міністр визначався як голова Імператорського уряду і один з членів Ради найвищих міністрів Управління Великої політики, разом із Правим міністром і Лівим міністром. Його посада могла бути незайнятою тривалий час у випадку відсутності належного претендента.
Призначення на пост великого державного міністра було виразом найбільшого ступіня довіри Імператора Японії до підлеглого. Проте з 10 століття призначення міністром особи, яка не обіймала титулів Імператорського радника або регента, виглядало почесною формальністю. У зв'язку з узурпацією влади самураями у 12 столітті, особи, які ставали дайдзьо-дайдзіном фактично виконували лише обов'язки голови монаршої адміністрації.
Великими державними міністрами ставали переважно аристократи з роду Фудзівара, проте інколи цю посаду віддавали могутнім самураям, таким як Тайра но Кійоморі, Тойотомі Хідейоші або Токуґава Ієясу на знак визнання їхніх заслуг.
Після реставрації Мейджі 1868 року і повернення реальних важелів влади в країні до Імператорського уряду, посада великого державного міністра знову отримала політичну вагу у 1871 році. Аби відрізняти її від середньовічної епохи її прочитання було змінено на даджьо-дайдзін. Особа, що обіймала цю посад, виконувала функції державного канцлера або прем'єр-міністра, ставала радником Імператора і несла відповідальність за управління країною.
Пост великого державного міністра було скасовано 1885 року, у зв'язку з прийняттям Конституції та встановленням посади Прем'єр-міністра Японії.

## Список

### Посмертно
- 1582: Ода Нобунаґа